# Чайка, Фёдор Васильевич
Фёдор Васильевич Чайка (3 марта 1918 — 13 октября 1974) — командир 1042-го стрелкового полка 295-й стрелковой дивизии 5-й ударной армии 1-го Белорусского фронта, подполковник. Герой Советского Союза.

## Биография
Родился 3 марта 1918 года в селе Чайковка ныне Волчанского района Харьковской области. Работал главным бухгалтером районной сберкассы.
В Красной Армии с 1938 года. В 1941 году окончил Сухумское стрелково-пулемётное училище. На фронте в Великую Отечественную войну с февраля 1942 года. Воевал на Юго-Западном, Сталинградском, Донском, 3-м Украинском, 1-м Белорусском фронтах. Участвовал в наступательной операции в районе городов Барвенково, Лозовая, в оборонительных боях в районе Белолуцка, Кантемировки, в контрнаступлении к западу от Сталинграда и освобождении станиц Боковская, Скосырская, города Каменска, в обороне по реке Северский Донец в районе Красного Лимана, в освобождении города Павлоград, в форсировании Днепра южнее Днепропетровска, в боях за город Никополь, в Березнеговато-Снегирёвской операции, в освобождении Одессы, в Ясско-Кишинёвской операции и освобождении Кишинёва, в Висло-Одерской операции, в битве за Берлин.
Отличился в боях 1945 года за расширение плацдарма на левом берегу Одера. Его полк участвовал в овладении городом Штраусберг. 31 мая 1945 года за образцовое выполнение боевых заданий командования и проявленные при этом мужество и героизм подполковнику Чайке Фёдору Васильевичу присвоено звание Героя Советского Союза с вручением ордена Ленина и медали «Золотая Звезда».
С 1948 по 1956 годы служил командиром полка в Приморском военном округе, затем назначен командиром стрелковой дивизии в Северном военном округе, а с 1960 года заместителем командира 44-го армейского корпуса Ленинградского военного округа. С 1967 года генерал-майор Ф. В. Чайка в запасе. Жил в Одессе. Умер 13 октября 1974 года.

## Источники

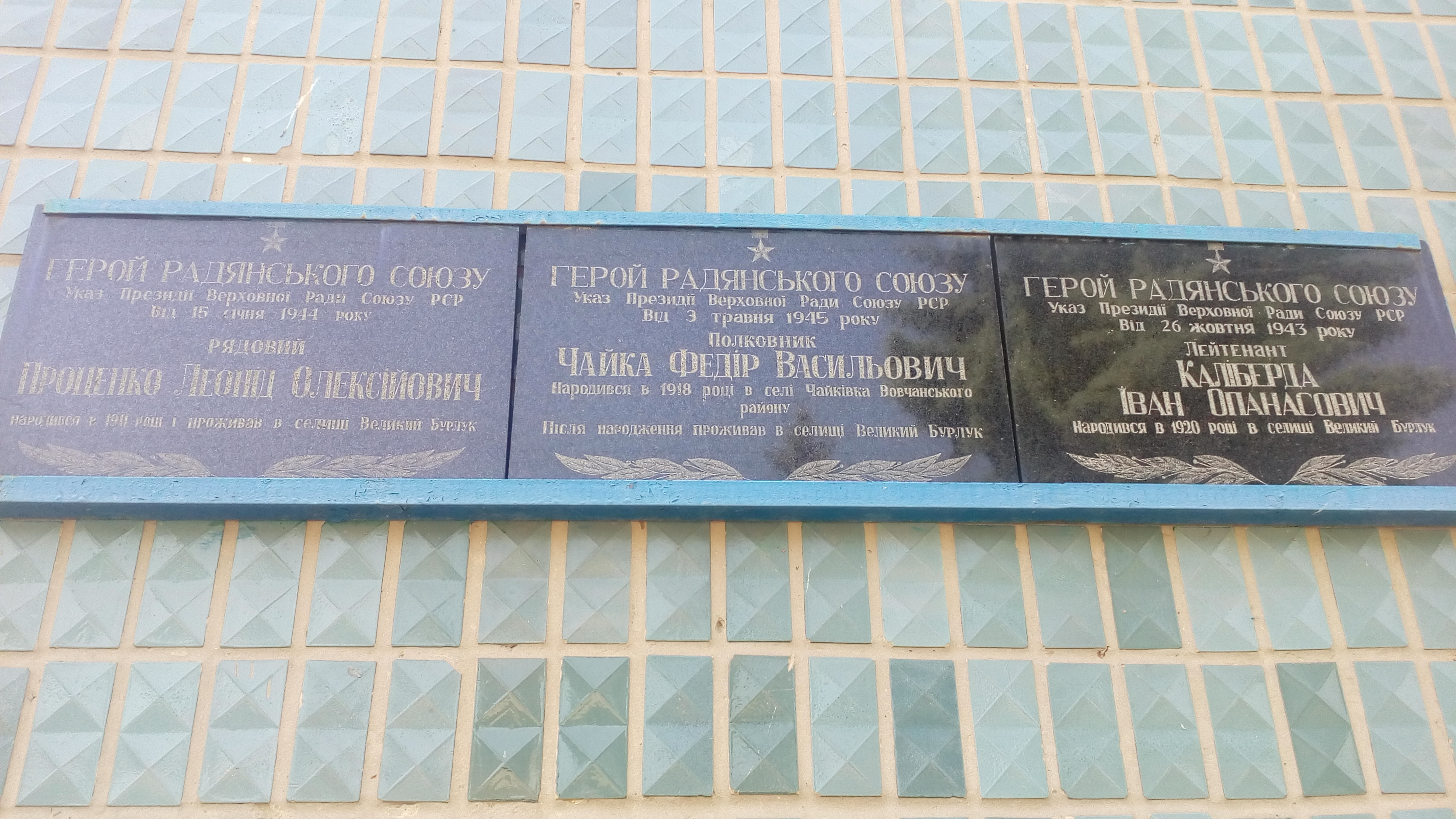
Мемориальная доска в Великом Бурлуке